# Bembidion poppii
Bembidion poppii är en skalbaggsart som beskrevs av Fritz Netolitzky. Bembidion poppii ingår i släktet Bembidion och familjen jordlöpare. Inga underarter finns listade i Catalogue of Life.